# Lincoln (pecora)
La pecora Lincoln (in inglese: Lincoln sheep o Lincoln Longwool), è una delle dieci razze ovine inglesi a pelo lungo.

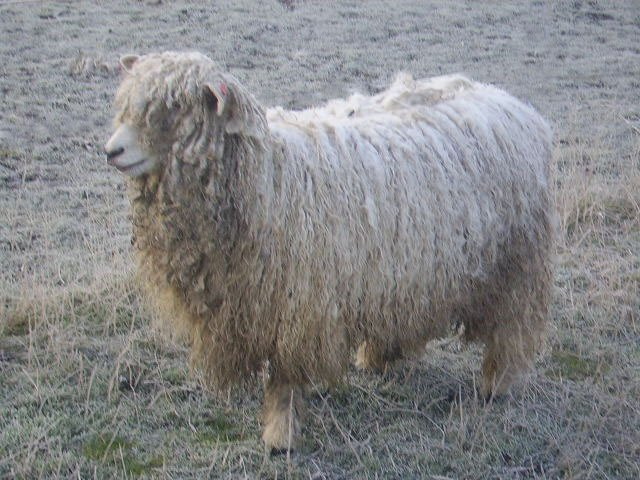
Una pecora Lincoln con il suo tipico, pesante vello

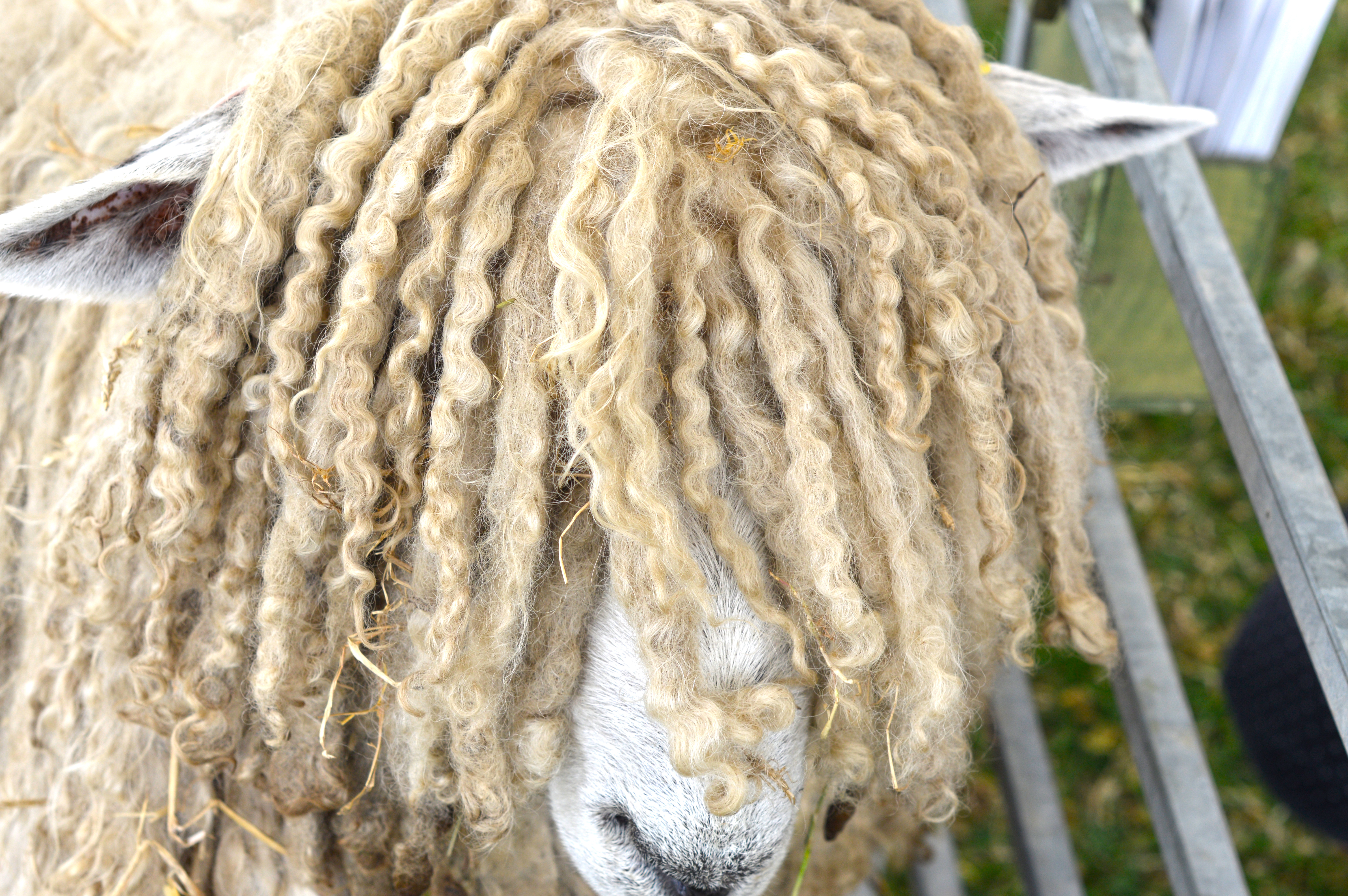
Testa di pecora Lincoln

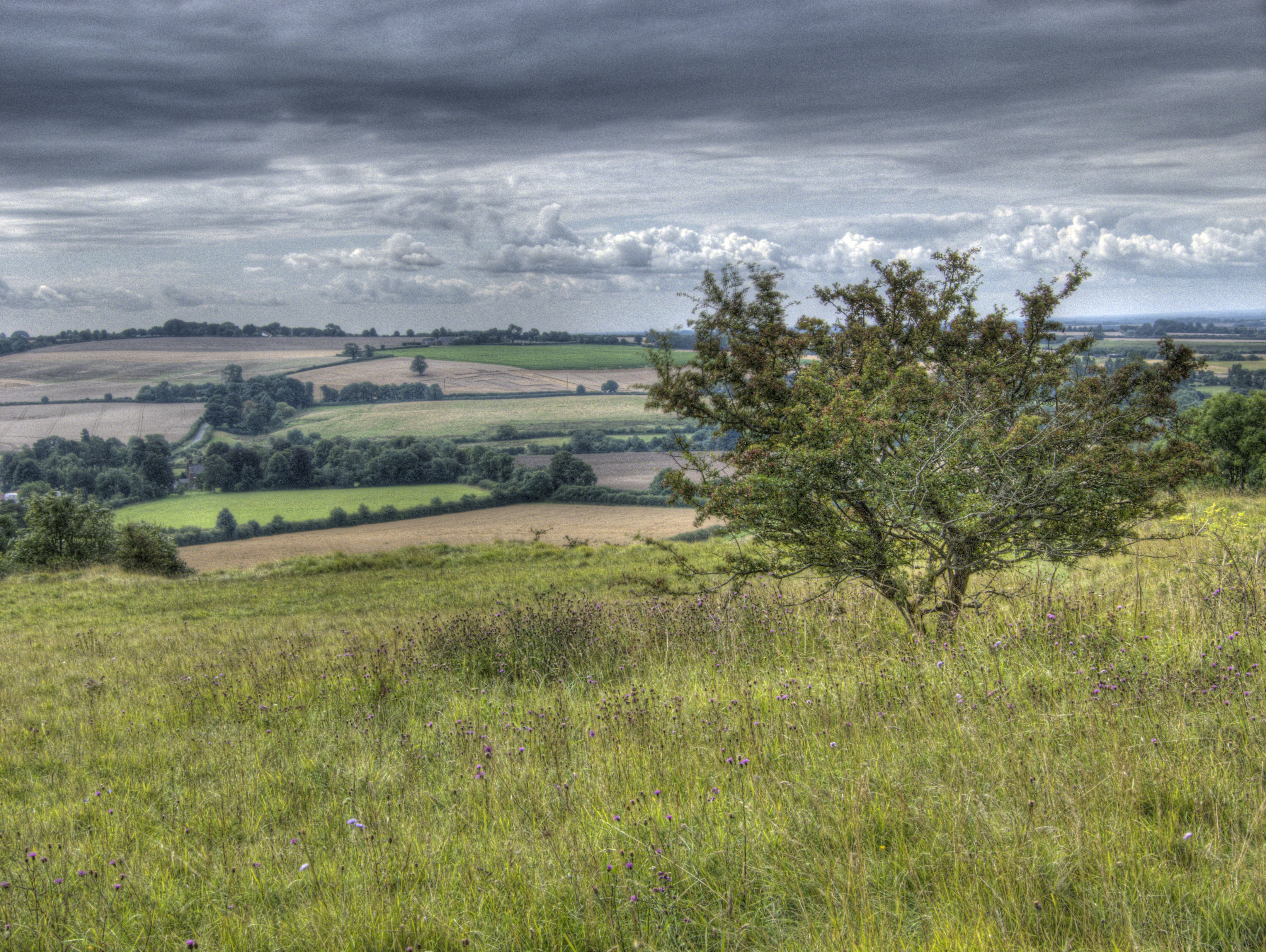
Lincolnshire Wolds, luogo di origine della razza

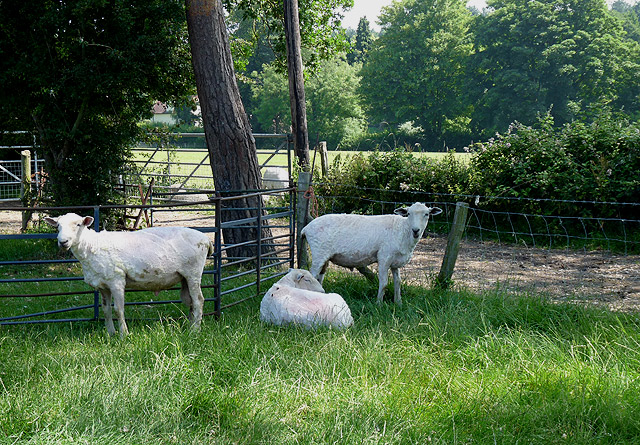
Pecore Lincoln appena tosate

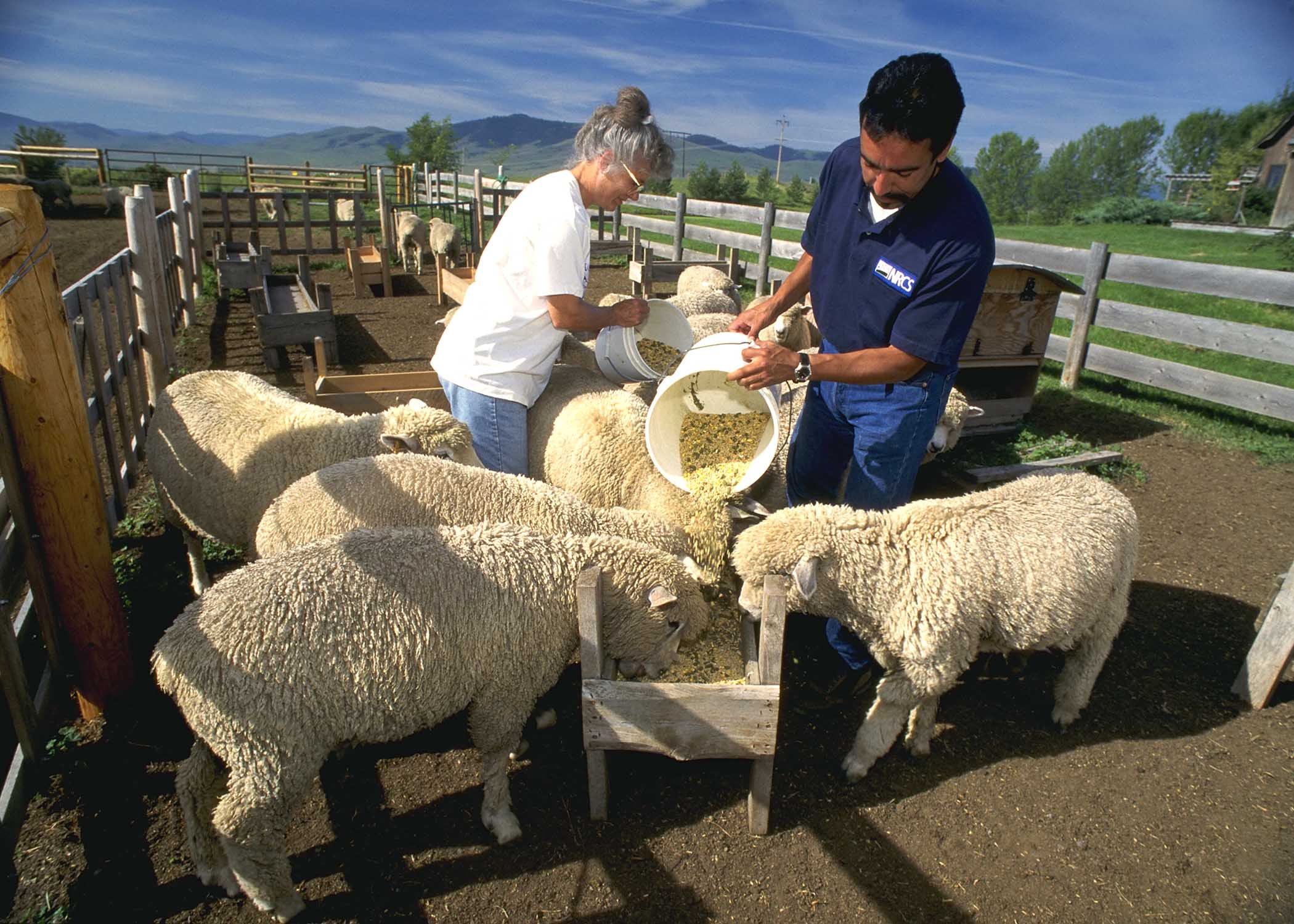
Pecore "Corriedale" da un ranch nel Montana. La "Corriedale" è una razza ovina che discende dalla pecora Lincoln.

La pecora Lincoln è la più grossa delle razze inglesi domestiche e viene allevata specialmente per il suo pesante, lungo e splendido vello. Questa razza fu introdotta in passato in gran quantità in altri Paesi, al fine di migliorare le razze ovine locali. Tra le principali razze ovine tedesche con le quali fu incrociata vi furono le Merino dal lungo pelo e le Texel.
Sebbene la pecora Lincoln sia stata una delle più importanti razze britanniche di pecora, resta ora una delle razze più raramente allevate, tanto da essere classificata dal Fondo per la sopravvivenza di razze rare da allevamento tra le più soggette a estinzione, dato che a oggi ne rimangono meno di 1300 esemplari.

## Caratteristiche
Gli esemplari maschi adulti (montoni) pesano tra i 110 e i 160 chilogrammi e le femmine adulte tra i 91 e i 113. Il vello delle pecore Lincoln cade in lunghi, fitti e avvolti boccoli, che sono tra i più lunghi al mondo e poche razze ovine possono contare su un vello così pesante. La resa va da 5 a 9 chilogrammi per tosatura. Singole pecore possono inoltre avere velli ancor più pesanti. Il record è di più di 22 chilogrammi di un unico vello tosato nel 2005 a un esemplare maschio vecchio di 27 mesi. Il peso del vello può essere così elevato, che in particolari situazioni di pericolo, la pecora può cadere per un colpo preso e non poter più rialzarsi sulle quattro zampe senza un aiuto esterno. Le pecore Lincoln sono inoltre soggette alla miasi e devono perciò essere regolarmente visitate dai loro allevatori.
La finezza della fibra va da 33,5 a 41 micron (in confronto, il capello umano misura in media 30 micron), questo rende la lana troppo grezza per essere lavorata per vestiti. L'intero vello è di qualità costante, caratteristica che lo distingue dalla lana proveniente da altre razze in cui il vello di uno stesso animale produce differenti qualità di lana a seconda della parte del corpo da cui proviene.. La lana viene lavorata, a causa della sua grossa fibra, per prodotti finali quali tappeti, coperte o isolanti termici.
Nonostante la sua rozzezza essa possiede molto splendore.

## Storia
La razza ha origine dal Lincolnshire Wolds, che fu uno dei centri della produzione laniera britannica fin dall'inizio dei tempi della Britannia romana (dal 44 al 410 d.C.), attraverso il medioevo e di allevamento ovino, l'inizio dell'era moderna. Molto probabilmente la razza proviene da importazione dall'Italia durante il tempo dei Romani: in proposito vi sono però solo indizi, che tutte le regioni della Gran Bretagna, nelle quali venivano allevate tradizionali pecore dal lungo pelo, fossero anche centri di produzione laniera di origine romana. È vero che le isole britanniche avevano già ai tempi dell'occupazione romana una lunga tradizione di allevamento ovino, però questo era limitato a un'attività di sopravvivenza. In compenso vi era nell'Impero romano, già dal II secolo a.C. un'attività mirata di allevamento ovino, particolarmente in Puglia, di pecore dal muso bianco prive di corna. Il Lincolnshire (latino Lindum Colonia), che ai tempi dei Romani era un centro di allevamento di pecore, era considerato nel medioevo una zona britannica benestante grazie alla sua produzione laniera.
La pecora pelo lungo di Lincoln è stata utilizzata nel XVIII secolo fra l'altro da Robert Bakewell, che fu uno dei promotori della rivoluzione agricola britannica, come base per una più moderna selezione di razze ovine, le quali stanno alla base della miglior qualità della carne e della quantità di lana. Da questi incroci proviene la moderna pecora del Leicester.
Tra il 1850 e il 1920 furono esportate decine di migliaia di pecore Lincoln nel Sudamerica, in Australia e Nuova Zelanda. Oltre alle pecore Texel e alle Merino a pelo lungo provengono dalle pecore Lincoln anche le razze allevate in Australia e Nuova Zelanda, Polwarth (un quarto di pecore Lincoln e tre quarti di Merino) e Corriedale (un quarto di Merino, tre quarti di Lincoln). Si considera, che da pecore di queste due razze pascolino nell'emisfero sud più di cento milioni di animali.
Non in ultimo l'allevamento delle pecore Lincoln è fortemente diminuito a causa del calo del prezzo della lana. Nel 1971 vi erano meno di 500 femmine di questa razza, che erano allevate in quindici piccoli greggi. Grazie a un crescente interesse dell'agricoltura hobbystica il numero si è stabilizzato negli anni 1980 in 700 femmine. Il numero è ancora salito, ma si aggira ancora a meno di 1300 pecore femmina.